# Milan-San Remo 2017
La 108e édition de Milan-San Remo a lieu le 18 mars 2017. Elle fait partie du calendrier UCI World Tour 2017 en catégorie 1.UWT.

## Classement[1]
| \| Classement général \| Classement général \| Classement général \| Classement général \| Classement général \| \| Coureur \| Coureur \| Pays \| Équipe \| Temps \| \| ------------------ \| -------------------- \| ------------------ \| --------------------------- \| ------------------ \| \| 1er \| Michał Kwiatkowski \| Pologne \| Team Sky \| 7 h 08 min 39 s \| \| 2e \| Peter Sagan \| Slovaquie \| Bora-Hansgrohe \| + 0 s \| \| 3e \| Julian Alaphilippe \| France \| Quick-Step Floors \| + 0 s \| \| 4e \| Alexander Kristoff \| Norvège \| Katusha-Alpecin \| + 5 s \| \| 5e \| Fernando Gaviria \| Colombie \| Quick-Step Floors \| + 5 s \| \| 6e \| Arnaud Démare \| France \| FDJ \| + 5 s \| \| 7e \| John Degenkolb \| Allemagne \| Trek-Segafredo \| + 5 s \| \| 8e \| Nacer Bouhanni \| France \| Cofidis, Solutions Crédits \| + 5 s \| \| 9e \| Elia Viviani \| Italie \| Team Sky \| + 5 s \| \| 10e \| Caleb Ewan \| Australie \| Orica-Scott \| + 5 s \| \| 11e \| Magnus Cort Nielsen \| Danemark \| Orica-Scott \| + 5 s \| \| 12e \| Michael Matthews \| Australie \| Team Sunweb \| + 5 s \| \| 13e \| Sonny Colbrelli \| Italie \| Bahrain-Merida \| + 5 s \| \| 14e \| Daniele Bennati \| Italie \| Movistar Team \| + 5 s \| \| 15e \| Francesco Gavazzi \| Italie \| Androni-Sidermec-Bottecchia \| + 5 s \| \| 16e \| Luka Mezgec \| Slovénie \| Orica-Scott \| + 5 s \| \| 17e \| Ben Swift \| Royaume-Uni \| UAE Team Emirates \| + 5 s \| \| 18e \| Tim Wellens \| Belgique \| Lotto-Soudal \| + 5 s \| \| 19e \| Edvald Boasson Hagen \| Norvège \| Dimension Data \| + 5 s \| \| 20e \| Marco Canola \| Italie \| Nippo-Vini Fantini \| + 5 s \| |                      |             |                             |                 |
| |                      |             |                             |                 |
| Source : ProCyclingStats |                      |             |                             |                 |
| Classement général |                      |             |                             |                 |
| Coureur | Coureur              | Pays        | Équipe                      | Temps           |
| 1er | Michał Kwiatkowski   | Pologne     | Team Sky                    | 7 h 08 min 39 s |
| 2e | Peter Sagan          | Slovaquie   | Bora-Hansgrohe              | + 0 s           |
| 3e | Julian Alaphilippe   | France      | Quick-Step Floors           | + 0 s           |
| 4e | Alexander Kristoff   | Norvège     | Katusha-Alpecin             | + 5 s           |
| 5e | Fernando Gaviria     | Colombie    | Quick-Step Floors           | + 5 s           |
| 6e | Arnaud Démare        | France      | FDJ                         | + 5 s           |
| 7e | John Degenkolb       | Allemagne   | Trek-Segafredo              | + 5 s           |
| 8e | Nacer Bouhanni       | France      | Cofidis, Solutions Crédits  | + 5 s           |
| 9e | Elia Viviani         | Italie      | Team Sky                    | + 5 s           |
| 10e | Caleb Ewan           | Australie   | Orica-Scott                 | + 5 s           |
| 11e | Magnus Cort Nielsen  | Danemark    | Orica-Scott                 | + 5 s           |
| 12e | Michael Matthews     | Australie   | Team Sunweb                 | + 5 s           |
| 13e | Sonny Colbrelli      | Italie      | Bahrain-Merida              | + 5 s           |
| 14e | Daniele Bennati      | Italie      | Movistar Team               | + 5 s           |
| 15e | Francesco Gavazzi    | Italie      | Androni-Sidermec-Bottecchia | + 5 s           |
| 16e | Luka Mezgec          | Slovénie    | Orica-Scott                 | + 5 s           |
| 17e | Ben Swift            | Royaume-Uni | UAE Team Emirates           | + 5 s           |
| 18e | Tim Wellens          | Belgique    | Lotto-Soudal                | + 5 s           |
| 19e | Edvald Boasson Hagen | Norvège     | Dimension Data              | + 5 s           |
| 20e | Marco Canola         | Italie      | Nippo-Vini Fantini          | + 5 s           |

## Équipes
| WorldTeams (18)- AG2R La Mondiale - Astana - Bahrain-Merida - BMC Racing Team - Bora-Hansgrohe - Cannondale-Drapac - Dimension Data - FDJ - Katusha-Alpecin - Lotto NL-Jumbo - Lotto-Soudal - Movistar Team - Orica-Scott - Quick-Step Floors - Sky - Team Sunweb - Trek-Segafredo - UAE Team Emirates Équipes continentales professionnelles (7)- Androni Giocattoli - Bardiani CSF - Cofidis, Solutions Crédits - Gazprom-RusVelo - Nippo-Vini Fantini - Novo Nordisk - Wilier Triestina-Selle Italia |
| |

## Liste des participants
- Liste de départ complète

| Légende | Légende                                                                    | Légende | Légende                                                    |
| ------- | -------------------------------------------------------------------------- | ------- | ---------------------------------------------------------- |
| Num     | Dossard de départ porté par le coureur sur ce Milan-San Remo               | Pos     | Position à l'arrivée de la course                          |
|         | Indique un maillot de champion national ou mondial, suivi de sa spécialité | NP      | Indique un coureur qui n'a pas pris le départ de la course |
| AB      | Indique un coureur qui n'a pas terminé la course                           | HD      | Indique un coureur qui a terminé la course hors des délais |
| DSQ     | Indique un coureur qui a été disqualifié de la course                      |         |                                                            |

| FDJ                                  | FDJ                             | FDJ  |
| ------------------------------------ | ------------------------------- | ---- |
| Num                                  | Coureur                         | Pos  |
| 1                                    | Arnaud Démare (FRA)             | 6e   |
| 2                                    | Mickaël Delage (FRA)            | 123e |
| 3                                    | William Bonnet (FRA)            | AB   |
| 4                                    | Davide Cimolai (ITA)            | 54e  |
| 5                                    | Jacopo Guarnieri (ITA)          | 151e |
| 6                                    | Ignatas Konovalovas (LTU) (Clm) | 129e |
| 7                                    | Matthieu Ladagnous (FRA)        | 62e  |
| 8                                    | Anthony Roux (FRA)              | 42e  |
| Directeur sportif : Frédéric Guesdon |                                 |      |

| AG2R La Mondiale ALM                 | AG2R La Mondiale ALM     | AG2R La Mondiale ALM |
| ------------------------------------ | ------------------------ | -------------------- |
| Num                                  | Coureur                  | Pos                  |
| 11                                   | Hugo Houle (CAN)         | 84e                  |
| 12                                   | Gediminas Bagdonas (LTU) | 126e                 |
| 13                                   | Jan Bakelants (BEL)      | 41e                  |
| 14                                   | Mathias Frank (SUI)      | 94e                  |
| 15                                   | Alexis Gougeard (FRA)    | 177e                 |
| 16                                   | Nico Denz (GER)          | 152e                 |
| 17                                   | Quentin Jauregui (FRA)   | 99e                  |
| 18                                   | Stijn Vandenbergh (BEL)  | 141e                 |
| Directeur sportif : Artūras Kasputis |                          |                      |

| Androni Giocattoli ANS           | Androni Giocattoli ANS  | Androni Giocattoli ANS |
| -------------------------------- | ----------------------- | ---------------------- |
| Num                              | Coureur                 | Pos                    |
| 21                               | Davide Ballerini (ITA)  | 140e                   |
| 22                               | Andrea Palini (ITA)     | 158e                   |
| 23                               | Raffaello Bonusi (ITA)  | 105e                   |
| 24                               | Mattia Cattaneo (ITA)   | 48e                    |
| 25                               | Marco Frapporti (ITA)   | 102e                   |
| 26                               | Mattia Frapporti (ITA)  | 186e                   |
| 27                               | Francesco Gavazzi (ITA) | 15e                    |
| 28                               | Fausto Masnada (ITA)    | 85e                    |
| Directeur sportif : Gianni Savio |                         |                        |

| Astana AST                           | Astana AST                | Astana AST |
| ------------------------------------ | ------------------------- | ---------- |
| Num                                  | Coureur                   | Pos        |
| 31                                   | Matti Breschel (DEN)      | 23e        |
| 32                                   | Oscar Gatto (ITA)         | 25e        |
| 33                                   | Andriy Grivko (UKR)       | 111e       |
| 34                                   | Truls Engen Korsæth (NOR) | 160e       |
| 35                                   | Alexey Lutsenko (KAZ)     | 24e        |
| 36                                   | Luis León Sánchez (ESP)   | 28e        |
| 37                                   | Ruslan Tleubayev (KAZ)    | 109e       |
| 38                                   | Michael Valgren (DEN)     | 35e        |
| Directeur sportif : Bruno Cenghialta |                           |            |

| Bahrain-Merida TBM                | Bahrain-Merida TBM      | Bahrain-Merida TBM |
| --------------------------------- | ----------------------- | ------------------ |
| Num                               | Coureur                 | Pos                |
| 41                                | Sonny Colbrelli (ITA)   | 13e                |
| 42                                | Manuele Boaro (ITA)     | 115e               |
| 43                                | Grega Bole (SLO)        | 70e                |
| 44                                | Niccolò Bonifazio (ITA) | 96e                |
| 45                                | Borut Božič (SLO)       | 144e               |
| 46                                | Enrico Gasparotto (ITA) | 53e                |
| 47                                | Franco Pellizotti (ITA) | 47e                |
| 48                                | Giovanni Visconti (ITA) | 56e                |
| Directeur sportif : Alberto Volpi |                         |                    |

| Bardiani CSF BRD                      | Bardiani CSF BRD       | Bardiani CSF BRD |
| ------------------------------------- | ---------------------- | ---------------- |
| Num                                   | Coureur                | Pos              |
| 51                                    | Simone Andreetta (ITA) | 106e             |
| 52                                    | Enrico Barbin (ITA)    | 136e             |
| 53                                    | Nicola Boem (ITA)      | AB               |
| 54                                    | Mirco Maestri (ITA)    | 153e             |
| 55                                    | Lorenzo Rota (ITA)     | 108e             |
| 56                                    | Paolo Simion (ITA)     | AB               |
| 57                                    | Simone Velasco (ITA)   | 110e             |
| 58                                    | Luca Wackermann (ITA)  | 128e             |
| Directeur sportif : Roberto Reverberi |                        |                  |

| BMC Racing BMC                          | BMC Racing BMC              | BMC Racing BMC |
| --------------------------------------- | --------------------------- | -------------- |
| Num                                     | Coureur                     | Pos            |
| 61                                      | Greg Van Avermaet (BEL)     | 21e            |
| 62                                      | Damiano Caruso (ITA)        | 34e            |
| 63                                      | Silvan Dillier (SUI)        | 125e           |
| 64                                      | Martin Elmiger (SUI)        | 80e            |
| 65                                      | Daniel Oss (ITA)            | 77e            |
| 66                                      | Manuel Quinziato (ITA)      | 154e           |
| 67                                      | Miles Scotson (AUS) (Route) | 178e           |
| 68                                      | Francisco Ventoso (ESP)     | 112e           |
| Directeur sportif : Maximilian Sciandri |                             |                |

| Bora-Hansgrohe BOH             | Bora-Hansgrohe BOH        | Bora-Hansgrohe BOH |
| ------------------------------ | ------------------------- | ------------------ |
| Num                            | Coureur                   | Pos                |
| 71                             | Peter Sagan (SVK) (Route) | 2e                 |
| 72                             | Sam Bennett (IRL)         | 66e                |
| 73                             | Maciej Bodnar (POL) (Clm) | 74e                |
| 74                             | Marcus Burghardt (GER)    | 88e                |
| 75                             | Andreas Schillinger (GER) | 95e                |
| 76                             | Juraj Sagan (SVK) (Route) | 113e               |
| 77                             | Aleksejs Saramotins (LAT) | 179e               |
| 78                             | Cesare Benedetti (ITA)    | 68e                |
| Directeur sportif : Ján Valach |                           |                    |

| Cannondale-Drapac CDT              | Cannondale-Drapac CDT  | Cannondale-Drapac CDT |
| ---------------------------------- | ---------------------- | --------------------- |
| Num                                | Coureur                | Pos                   |
| 81                                 | Simon Clarke (AUS)     | 93e                   |
| 82                                 | Alberto Bettiol (ITA)  | 37e                   |
| 83                                 | Nathan Brown (USA)     | 172e                  |
| 84                                 | William Clarke (AUS)   | 156e                  |
| 85                                 | Kristjan Koren (SLO)   | 117e                  |
| 86                                 | Thomas Scully (NZL)    | 169e                  |
| 87                                 | Toms Skujiņš (LAT)     | 82e                   |
| 88                                 | Tom Van Asbroeck (BEL) | 107e                  |
| Directeur sportif : Fabrizio Guidi |                        |                       |

| Cofidis COF                     | Cofidis COF              | Cofidis COF |
| ------------------------------- | ------------------------ | ----------- |
| Num                             | Coureur                  | Pos         |
| 91                              | Nacer Bouhanni (FRA)     | 8e          |
| 92                              | Dimitri Claeys (BEL)     | 161e        |
| 93                              | Christophe Laporte (FRA) | 30e         |
| 94                              | Cyril Lemoine (FRA)      | 164e        |
| 95                              | Florian Sénéchal (FRA)   | 173e        |
| 96                              | Julien Simon (FRA)       | 50e         |
| 97                              | Geoffrey Soupe (FRA)     | 51e         |
| 98                              | Kenneth Vanbilsen (BEL)  | 184e        |
| Directeur sportif : Didier Rous |                          |             |

| Gazprom-RusVelo GAZ              | Gazprom-RusVelo GAZ     | Gazprom-RusVelo GAZ |
| -------------------------------- | ----------------------- | ------------------- |
| Num                              | Coureur                 | Pos                 |
| 101                              | Alexander Porsev (RUS)  | 147e                |
| 102                              | Pavel Brutt (RUS)       | 124e                |
| 103                              | Artur Ershov (RUS)      | 180e                |
| 104                              | Roman Maikin (RUS)      | 193e                |
| 105                              | Ivan Rovny (RUS)        | 130e                |
| 106                              | Ivan Savitskiy (RUS)    | 75e                 |
| 107                              | Alexey Tsatevitch (RUS) | 103e                |
| 108                              | Nikolay Trusov (RUS)    | 171e                |
| Directeur sportif : Paolo Rosola |                         |                     |

| Lotto-Soudal LTS                  | Lotto-Soudal LTS        | Lotto-Soudal LTS |
| --------------------------------- | ----------------------- | ---------------- |
| Num                               | Coureur                 | Pos              |
| 111                               | Tim Wellens (BEL)       | 18e              |
| 112                               | Lars Bak (DEN)          | 167e             |
| 113                               | Tiesj Benoot (BEL)      | 133e             |
| 114                               | Jens Debusschere (BEL)  | 132e             |
| 115                               | Tony Gallopin (FRA)     | 46e              |
| 116                               | Tomasz Marczyński (POL) | 122e             |
| 117                               | Jürgen Roelandts (BEL)  | 83e              |
| 118                               | Marcel Sieberg (GER)    | 165e             |
| Directeur sportif : Herman Frison |                         |                  |

| Movistar MOV                                   | Movistar MOV             | Movistar MOV |
| ---------------------------------------------- | ------------------------ | ------------ |
| Num                                            | Coureur                  | Pos          |
| 121                                            | Alex Dowsett (GBR) (Clm) | 44e          |
| 122                                            | Jorge Arcas (ESP)        | 120e         |
| 123                                            | Carlos Barbero (ESP)     | 145e         |
| 124                                            | Daniele Bennati (ITA)    | 14e          |
| 125                                            | Carlos Betancur (COL)    | 134e         |
| 126                                            | Nuno Bico (POR)          | 119e         |
| 127                                            | Héctor Carretero (ESP)   | 149e         |
| 128                                            | Jasha Sütterlin (GER)    | 63e          |
| Directeur sportif : José Vicente García Acosta |                          |              |

| Nippo-Vini Fantini NIP            | Nippo-Vini Fantini NIP     | Nippo-Vini Fantini NIP |
| --------------------------------- | -------------------------- | ---------------------- |
| Num                               | Coureur                    | Pos                    |
| 131                               | Pierpaolo De Negri (ITA)   | 86e                    |
| 132                               | Marco Canola (ITA)         | 20e                    |
| 133                               | Iuri Filosi (ITA)          | 33e                    |
| 134                               | Eduard-Michael Grosu (ROU) | 71e                    |
| 135                               | Hideto Nakane (JPN)        | AB                     |
| 136                               | Alan Marangoni (ITA)       | 155e                   |
| 137                               | Ivan Santaromita (ITA)     | 79e                    |
| 138                               | Kōhei Uchima (JPN)         | 194e                   |
| Directeur sportif : Mario Manzoni |                            |                        |

| Orica-Scott ORS                   | Orica-Scott ORS           | Orica-Scott ORS |
| --------------------------------- | ------------------------- | --------------- |
| Num                               | Coureur                   | Pos             |
| 141                               | Caleb Ewan (AUS)          | 10e             |
| 142                               | Michael Albasini (SUI)    | 45e             |
| 143                               | Simon Gerrans (AUS)       | 36e             |
| 144                               | Mathew Hayman (AUS)       | 137e            |
| 145                               | Daryl Impey (RSA)         | 27e             |
| 146                               | Jens Keukeleire (BEL)     | 52e             |
| 147                               | Luka Mezgec (SLO)         | 16e             |
| 148                               | Magnus Cort Nielsen (DEN) | 11e             |
| Directeur sportif : Matthew White |                           |                 |

| Quick-Step Floors QST              | Quick-Step Floors QST          | Quick-Step Floors QST |
| ---------------------------------- | ------------------------------ | --------------------- |
| Num                                | Coureur                        | Pos                   |
| 151                                | Tom Boonen (BEL)               | 65e                   |
| 152                                | Julian Alaphilippe (FRA)       | 3e                    |
| 153                                | Jack Bauer (NZL) (Clm)         | 162e                  |
| 154                                | Fernando Gaviria (COL)         | 5e                    |
| 155                                | Philippe Gilbert (BEL) (Route) | 29e                   |
| 156                                | Fabio Sabatini (ITA)           | 118e                  |
| 157                                | Matteo Trentin (ITA)           | 55e                   |
| 158                                | Julien Vermote (BEL)           | 176e                  |
| Directeur sportif : Davide Bramati |                                |                       |

| Dimension Data DDD                | Dimension Data DDD                   | Dimension Data DDD |
| --------------------------------- | ------------------------------------ | ------------------ |
| Num                               | Coureur                              | Pos                |
| 161                               | Mark Cavendish (GBR)                 | 101e               |
| 162                               | Edvald B. Hagen (NOR) (Route et Clm) | 19e                |
| 163                               | Steve Cummings (GBR)                 | 38e                |
| 164                               | Bernhard Eisel (AUT)                 | 185e               |
| 165                               | Mark Renshaw (AUS)                   | 150e               |
| 166                               | Kristian Sbaragli (ITA)              | 32e                |
| 167                               | Jay Robert Thomson (RSA)             | 181e               |
| 168                               | Scott Thwaites (GBR)                 | 170e               |
| Directeur sportif : Roger Hammond |                                      |                    |

| Katusha-Alpecin KAT               | Katusha-Alpecin KAT      | Katusha-Alpecin KAT |
| --------------------------------- | ------------------------ | ------------------- |
| Num                               | Coureur                  | Pos                 |
| 171                               | Alexander Kristoff (NOR) | 4e                  |
| 172                               | Maxim Belkov (RUS)       | 189e                |
| 173                               | Sven Erik Bystrøm (NOR)  | 114e                |
| 174                               | Marco Haller (AUT)       | 100e                |
| 175                               | Reto Hollenstein (SUI)   | 78e                 |
| 176                               | Michael Mørkøv (DEN)     | 73e                 |
| 177                               | Simon Špilak (SLO)       | 59e                 |
| 178                               | Rick Zabel (GER)         | AB                  |
| Directeur sportif : Claudio Cozzi |                          |                     |

| Lotto NL-Jumbo TLJ                | Lotto NL-Jumbo TLJ        | Lotto NL-Jumbo TLJ |
| --------------------------------- | ------------------------- | ------------------ |
| Num                               | Coureur                   | Pos                |
| 181                               | Juan José Lobato (ESP)    | 168e               |
| 182                               | Enrico Battaglin (ITA)    | 43e                |
| 183                               | Twan Castelijns (NED)     | 148e               |
| 184                               | Jos van Emden (NED)       | 22e                |
| 185                               | Tom Leezer (NED)          | 138e               |
| 186                               | Paul Martens (GER)        | 91e                |
| 187                               | Primož Roglič (SLO) (Clm) | 67e                |
| 188                               | Bram Tankink (NED)        | 26e                |
| Directeur sportif : Frans Maassen |                           |                    |

| Novo Nordisk TNN                      | Novo Nordisk TNN         | Novo Nordisk TNN |
| ------------------------------------- | ------------------------ | ---------------- |
| Num                                   | Coureur                  | Pos              |
| 191                                   | Javier Mejías (ESP)      | 159e             |
| 192                                   | Fabio Calabria (AUS)     | 183e             |
| 193                                   | David Lozano (ESP)       | 104e             |
| 194                                   | Charles Planet (FRA)     | 142e             |
| 195                                   | Umberto Poli (ITA)       | 192e             |
| 196                                   | Martijn Verschoor (NED)  | 166e             |
| 197                                   | Brian Kamstra (NED)      | 195e             |
| 198                                   | Rik van IJzendoorn (NED) | 190e             |
| Directeur sportif : Massimo Podenzana |                          |                  |

| Sky SKY                           | Sky SKY                  | Sky SKY |
| --------------------------------- | ------------------------ | ------- |
| Num                               | Coureur                  | Pos     |
| 201                               | Elia Viviani (ITA)       | 9e      |
| 202                               | Michał Kwiatkowski (POL) | 1er     |
| 203                               | Gianni Moscon (ITA)      | 49e     |
| 204                               | Salvatore Puccio (ITA)   | 97e     |
| 205                               | Luke Rowe (GBR)          | 98e     |
| 206                               | Ian Stannard (GBR)       | 92e     |
| 207                               | Danny van Poppel (NED)   | 175e    |
| 208                               | Łukasz Wiśniowski (POL)  | 64e     |
| Directeur sportif : Gabriel Rasch |                          |         |

| Sunweb SUN                    | Sunweb SUN                 | Sunweb SUN |
| ----------------------------- | -------------------------- | ---------- |
| Num                           | Coureur                    | Pos        |
| 211                           | Tom Dumoulin (NED) (Clm)   | 69e        |
| 212                           | Nikias Arndt (GER)         | 89e        |
| 213                           | Søren Kragh Andersen (DEN) | 121e       |
| 214                           | Roy Curvers (NED)          | 146e       |
| 215                           | Simon Geschke (GER)        | 87e        |
| 216                           | Michael Matthews (AUS)     | 12e        |
| 217                           | Tom Stamsnijder (NED)      | 187e       |
| 218                           | Albert Timmer (NED)        | 188e       |
| Directeur sportif : Marc Reef |                            |            |

| Trek-Segafredo TFS                | Trek-Segafredo TFS    | Trek-Segafredo TFS |
| --------------------------------- | --------------------- | ------------------ |
| Num                               | Coureur               | Pos                |
| 221                               | John Degenkolb (GER)  | 7e                 |
| 222                               | Eugenio Alafaci (ITA) | 174e               |
| 223                               | Marco Coledan (ITA)   | 182e               |
| 224                               | Koen de Kort (NED)    | 72e                |
| 225                               | Fabio Felline (ITA)   | 58e                |
| 226                               | Grégory Rast (SUI)    | 127e               |
| 227                               | Kiel Reijnen (USA)    | 143e               |
| 228                               | Jasper Stuyven (BEL)  | 39e                |
| Directeur sportif : Adriano Baffi |                       |                    |

| UAE Emirates UAD                  | UAE Emirates UAD           | UAE Emirates UAD |
| --------------------------------- | -------------------------- | ---------------- |
| Num                               | Coureur                    | Pos              |
| 231                               | Sacha Modolo (ITA)         | 131e             |
| 232                               | Vegard Stake Laengen (NOR) | 135e             |
| 233                               | Marco Marcato (ITA)        | 81e              |
| 234                               | Matej Mohorič (SLO)        | 57e              |
| 235                               | Manuele Mori (ITA)         | 61e              |
| 236                               | Ben Swift (GBR)            | 17e              |
| 237                               | Diego Ulissi (ITA)         | 40e              |
| 238                               | Federico Zurlo (ITA)       | 191e             |
| Directeur sportif : Marco Marzano |                            |                  |

| Wilier Triestina-Selle Italia WIL | Wilier Triestina-Selle Italia WIL | Wilier Triestina-Selle Italia WIL |
| --------------------------------- | --------------------------------- | --------------------------------- |
| Num                               | Coureur                           | Pos                               |
| 241                               | Filippo Pozzato (ITA)             | 31e                               |
| 242                               | Julen Amézqueta (ESP)             | 139e                              |
| 243                               | Manuel Belletti (ITA)             | 157e                              |
| 244                               | Matteo Busato (ITA)               | 60e                               |
| 245                               | Yonder Godoy (VEN)                | 76e                               |
| 246                               | Jakub Mareczko (ITA)              | 163e                              |
| 247                               | Daniel Martínez (COL)             | 116e                              |
| 248                               | Jacopo Mosca (ITA)                | 90e                               |
| Directeur sportif : Luca Scinto   |                                   |                                   |